# Herbertstraße
Die Herbertstraße (bis 1922 Heinrichstraße) ist eine Straße in Hamburg, die seit Beginn der Bebauung ab 1794 zur Prostitution (von heute rund 250 Frauen) genutzt wird. Sie liegt auf St. Pauli in der Nähe der Reeperbahn. Die Herbertstraße ist etwa 100 Meter lang und weniger als 7 Meter breit, in den Häusern sitzen die Prostituierten auf Hockern in Koberfenstern, präsentieren sich und warten auf Freier oder sprechen die männlichen Passanten bei geöffnetem Fenster an.

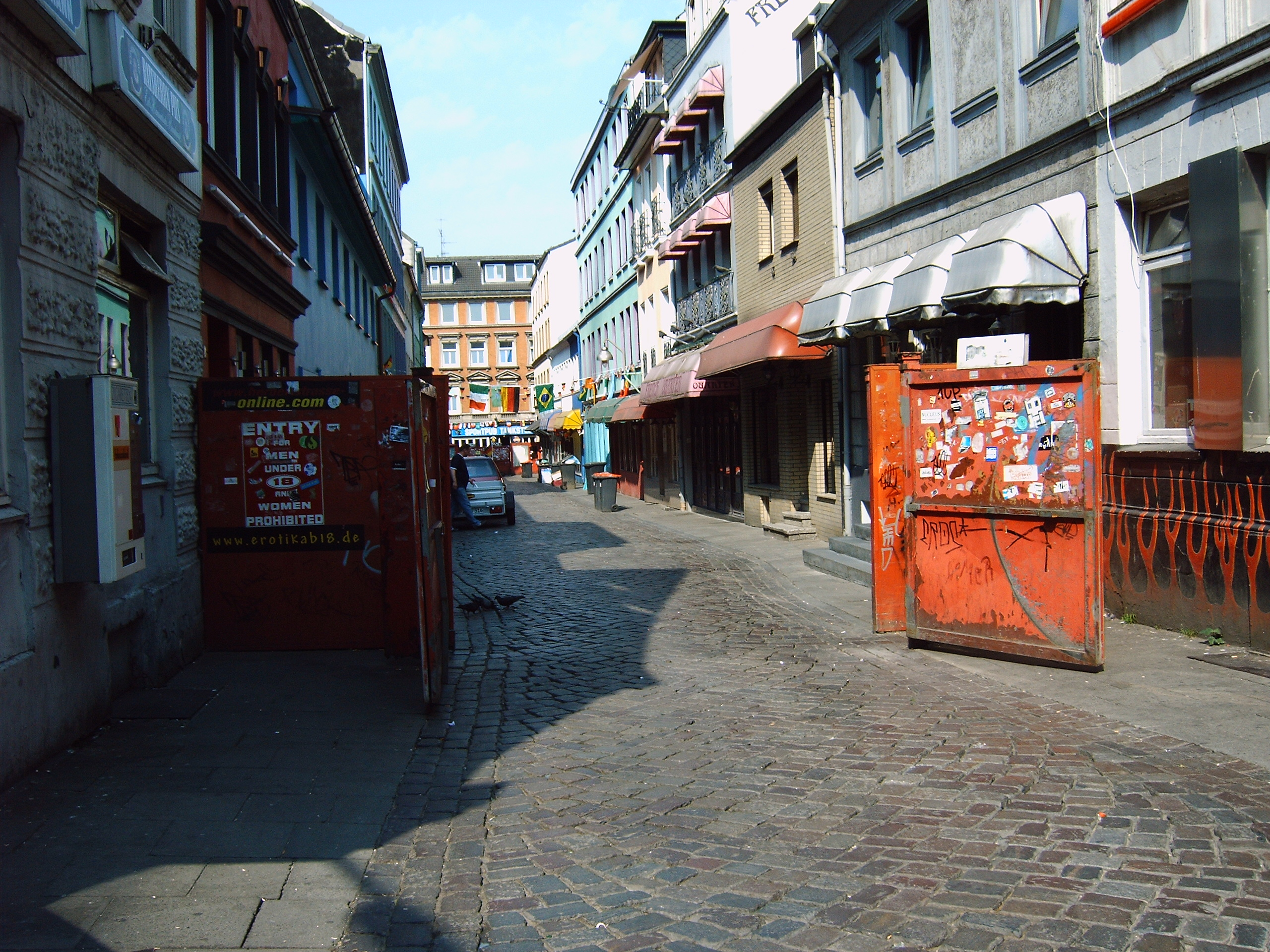
Blick in die Herbertstraße

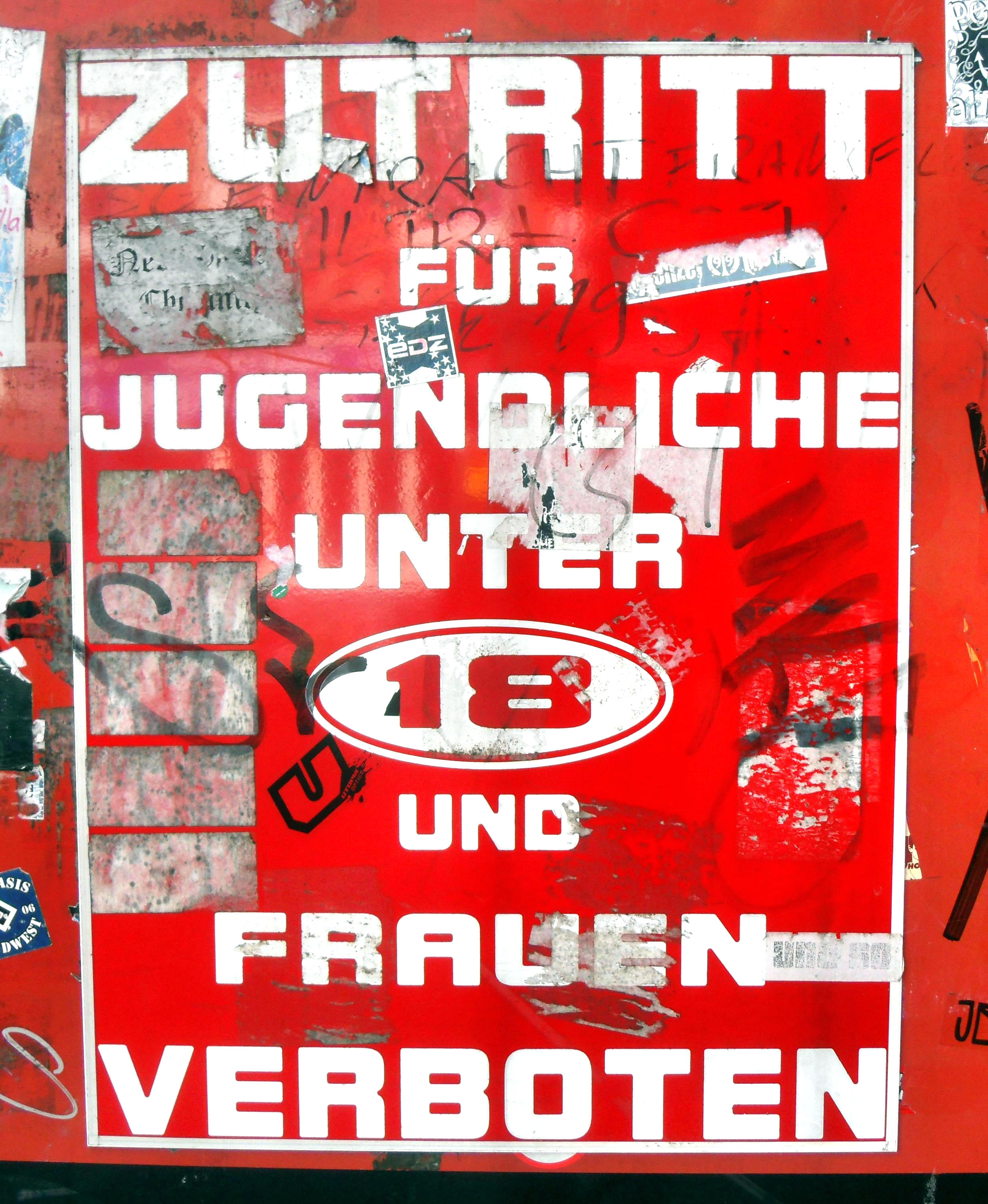
Hinweisschild

Das Tor der Herbertstraße an der Davidstraße in den 1970er Jahren

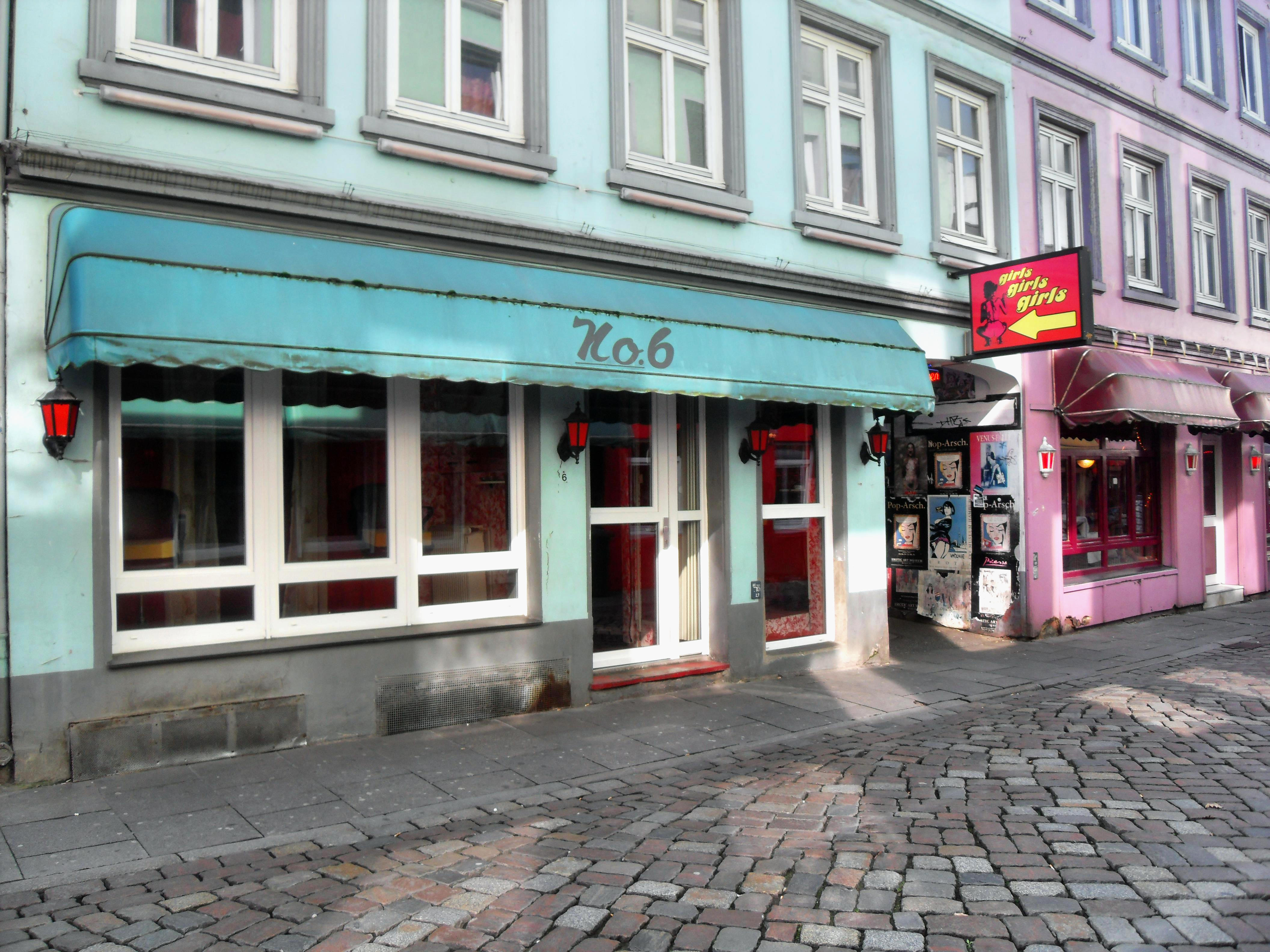
Typischer Laden in der Hamburger Herbertstraße

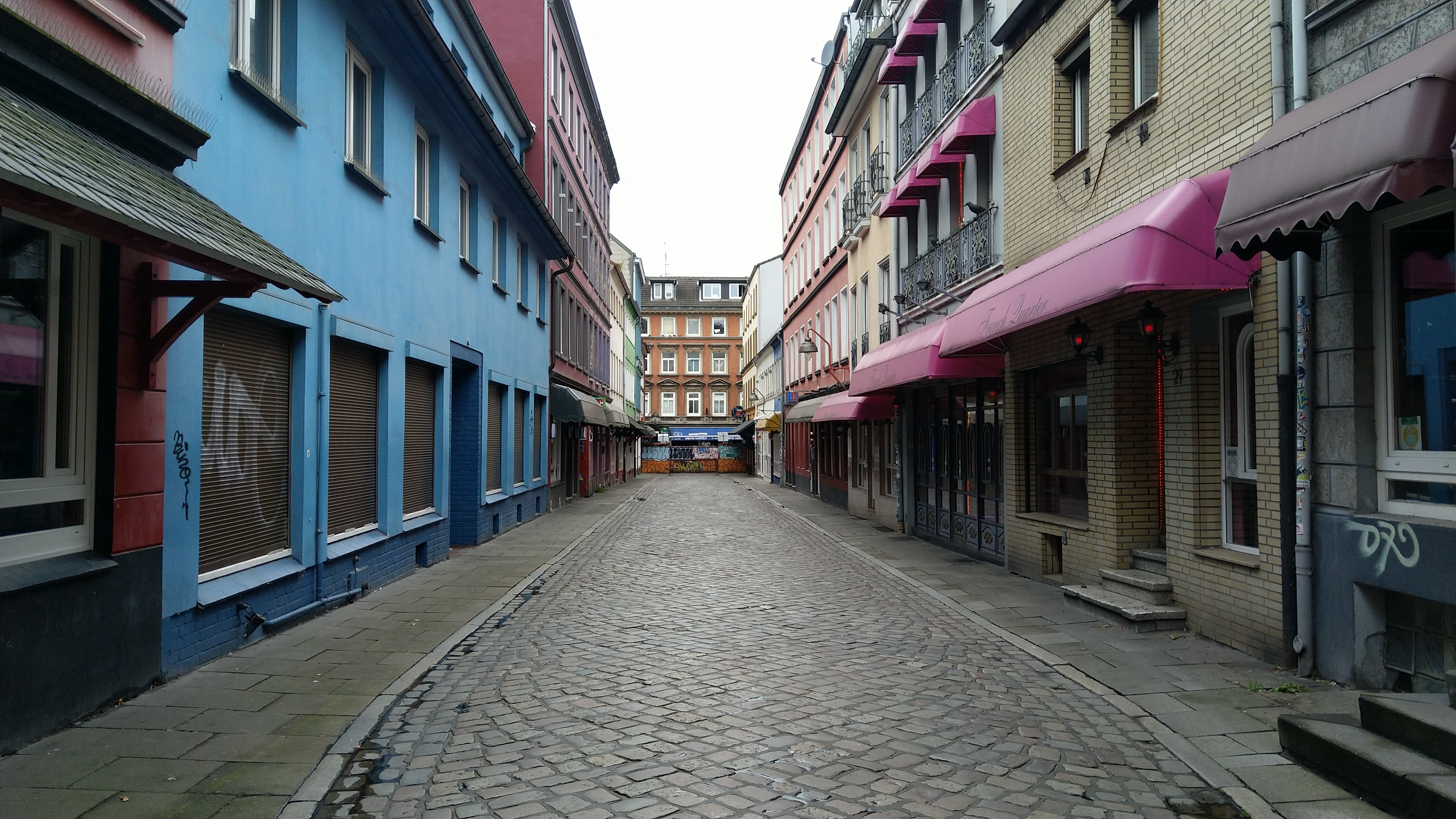
Herbertstraße tagsüber

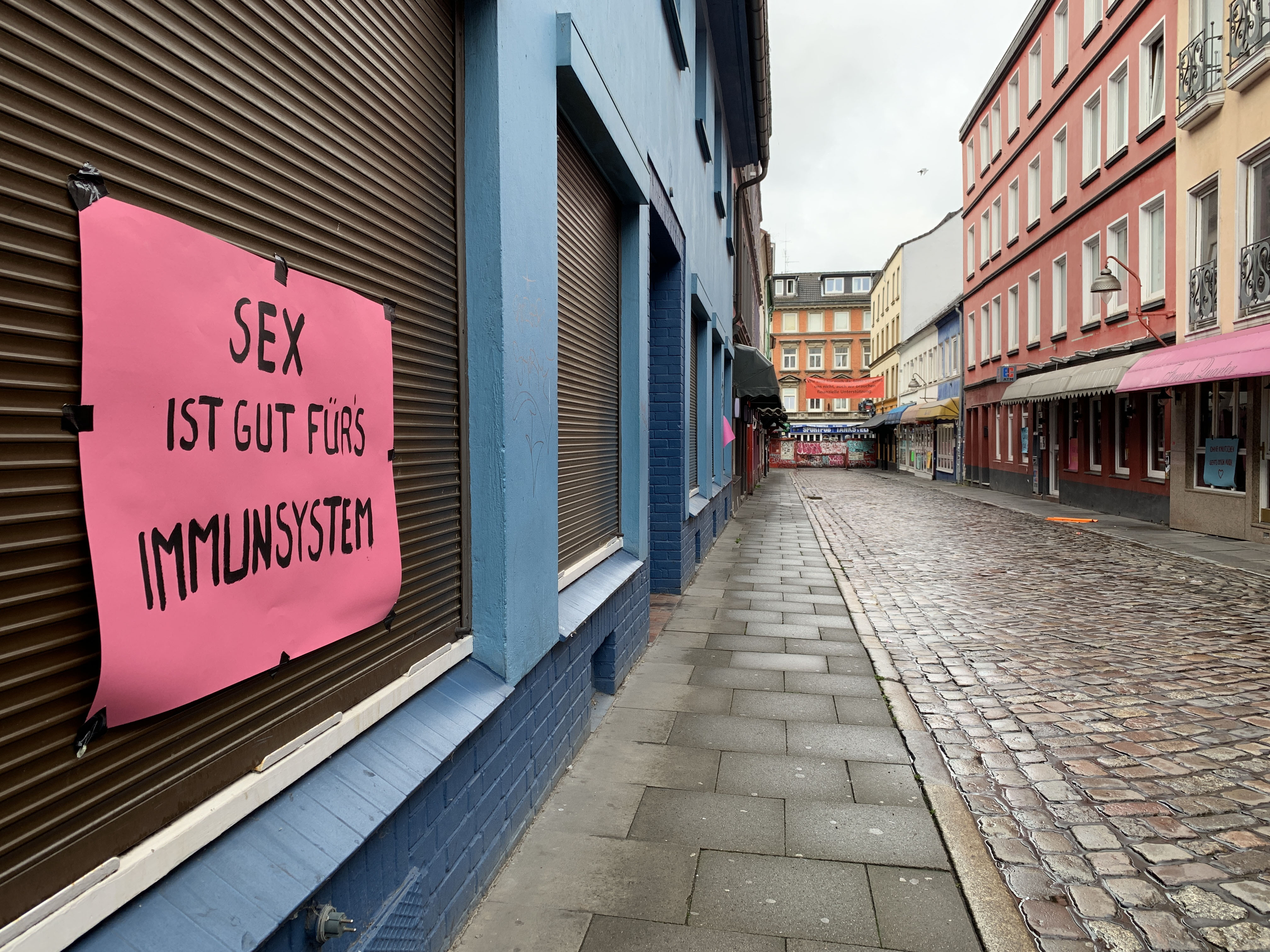
Protest-Plakat gegen den Corona-Lockdown

Der Straßenname entstand im 19. Jahrhundert nach der Maßgabe, südlich der Reeperbahn von der St.-Pauli-Kirche ostwärts alphabetisch aufsteigende männliche Vornamen auszuwählen: Antonistraße, Bernhardstraße (heute Bernhard-Nocht-Straße), Carlstraße (heute Balduinstraße), Davidstraße, Erichstraße, Friedrichstraße, Gerhardstraße, Heinrichstraße.
Die Umbenennung in Herbertstraße 1922 war dem gescheiterten Versuch geschuldet, die Straße in eine Wohnstraße umzuwidmen und den belasteten Namen zu tilgen.

## Geschichte
Zur Zeit des Nationalsozialismus herrschte im Deutschen Reich das strikte Verbot von Striptease und Prostitution. Da es sich auf St. Pauli jedoch nicht konsequent durchsetzen ließ, wurden diese Tätigkeiten nur in der Herbertstraße geduldet. Damit niemand im Vorbeigehen sehen konnte, was offiziell verboten war, ließ die Gauleitung 1933 Sichtblenden an beiden Enden der Straße errichten. An diesen Barrieren weisen seit den 1970er-Jahren Schilder darauf hin, dass der „Zutritt für Männer unter 18 und Frauen verboten!“ ist. Diese Hinweise wurden an den Zugängen David- und Gerhardstraße „zur Aufrechterhaltung der öffentlichen Ordnung“ auf Bitten und Kosten der Prostituierten angebracht.
Juristisch ist es strittig, ob die Herbertstraße von Frauen betreten werden darf oder nicht. Die Verordnung 20.762 der „LPV 3 / Rechtsabteilung“ vom 2. Oktober 1981 (auf Grundlage des §3 HambSOG) untersagt zur Gefahrenabwehr das Betreten der Herbertstraße durch Frauen. Dem entgegen steht das Argument, dass es sich bei der Herbertstraße um öffentlichen Verkehrsweg handelt und de jure von jedem benutzt werden darf. Frauen, die die Herbertstraße betreten, müssen jedoch nach wie vor mit unliebsamen Überraschungen rechnen.
1964 drehte der Hamburger Regisseur Jürgen Roland in der Herbertstraße Szenen mit Prostituierten für den Film Polizeirevier Davidswache über die Davidwache an der Reeperbahn. Von 1972 bis 1990 arbeitete hier Domenica Niehoff als Prostituierte und Domina.
Der Radiosender Energy Hamburg erhielt im September 2005 einen Bußgeldbescheid über 10.000 Euro durch die Hamburgische Anstalt für neue Medien, da er im März die Sendung „Morning Live aus der Herbertstraße“ ausgestrahlt hatte, deren Inhalt aufgrund „der jugendbeeinträchtigenden Darstellung sexueller Praktiken und Angebote von Prostituierten“ beanstandet worden war. Während der Sendung hatte die Studio-Moderatorin mehrfach zu zwei Reportern und zwei Prostituierten in die Herbertstraße geschaltet, wobei die beiden Prostituierten ausführlich über ihre Dienste berichteten.
Im Dezember 2015 warnte die Hamburger Polizei mit Handzetteln vor vermehrten Betrugsdelikten im Rotlichtmilieu, u. a. auch in Häusern der Herbertstraße.
Im Frühjahr 2020 mussten die Bordelle auf der Herbertstraße aufgrund der COVID-19-Pandemie und des damit verbundenen Lockdowns für ein halbes Jahr schließen. Am 2. Oktober 2022 feierte die Herbertstraße mit einem „Tag der offenen Tür“ ihr 100-jähriges Bestehen; auch für Frauen war geöffnet.
Vor dem Eingangstor zur Herbertstraße wurde am 9. August 2024 ein Stolperbordstein in den Bordstein eingelassen, der an die Schicksale während der Zeit des Nationalsozialismus verfolgter Prostituierter erinnert.